# Мета (компания)
Вижте пояснителната страница за други значения на Мета.
Meta Platforms, Inc. (до 28 октомври 2021 г. – Facebook, Inc., търговско име Meta) е северноамериканска многонационална холдингова компания, управляваща технологичен конгломерат и разположена в Менло Парк, Калифорния. Тя е компания майка на Facebook, Instagram, WhatsApp и Oculus.
Това е една от най-скъпите компании в света и е една от компаниите в „голямата петорка“ в сферата на информационните технологии на САЩ, заедно с Amazon, Google, Apple и Microsoft. Практически целия си доход компанията получава от продажбата на рекламни места в своите услуги.
Meta предлага и други продукти и услуги, включително Facebook Messenger, Facebook Watch и Facebook Portal. Тя също притежава Giphy и Mapillary и има 9,99% от акциите на Jio Platforms.
През октомври 2021 г., след значително негативно осветяване на дейността на Facebook Inc. във връзка с това как работи нейната едноименна социална медийна платформа, СМИ съобщават, че компанията майка планира да промени името си, за да отрази „своята насоченост към създаване на метавселена“, и на 28 октомври същия месец е извършен ребрандинг, като компанията получава названието „Meta“.

## Структура

### Мениджмънт
Ключовото ръководство на Meta се състои от:
- Марк Зукърбърг, председател и главен изпълнителен директор
- Шерил Съндберг, главен операционен директор
- Майк Шрьопфер, главен технически директор
- Дейвид Вехнер, финансов директор
- Крис Кокс, главен продуктов директор[8]

Към декември 2020 г. в Meta са работили 58 604 служители, което е с 30,4% повече, отколкото през миналата година.

## Доход
| Година | Доход, млн. щ.д. | Ръст  |
| ------ | ---------------- | ----- |
| 2004   | 0,4              | —     |
| 2005   | 9                | 2150% |
| 2006   | 48               | 433%  |
| 2007   | 153              | 219%  |
| 2008   | 280              | 83%   |
| 2009   | 775              | 177%  |
| 2010   | 2000             | 158%  |
| 2011   | 3711             | 86%   |
| 2012   | 5089             | 37%   |
| 2013   | 7872             | 55%   |
| 2014   | 12 466           | 58%   |
| 2015   | 17 928           | 44%   |
| 2016   | 27 638           | 54%   |
| 2017   | 40 653           | 47%   |
| 2018   | 55 838           | 38%   |
| 2019   | 70 697           | 27%   |
| 2020   | 85 965           | 22%   |